# Horst Rittel
Horst Wilhelm Jakob Rittel (* 14. Juli 1930 in Berlin; † 9. Juli 1990 in Heidelberg) war ein deutscher Designtheoretiker und Hochschulprofessor.

## Biografie
Nach der Schulzeit in Berlin und Bückeburg studierte Rittel von 1949 bis 1954 Mathematik und Theoretische Physik an der Universität Göttingen. Von 1953 bis 1957 war er als Mathematiker und Physiker bei der Maschinenfabrik Deutschland AG in Dortmund beschäftigt. 1958 war Rittel Mitarbeiter an der Sozialforschungsstelle an der Universität Münster und studierte dort Mathematik und Soziologie. Von 1958 bis 1963 war Rittel an der Hochschule für Gestaltung Ulm (HfG) Dozent für Design-Methodologie, Wissenstheorie und Theorien der Kommunikation. Während dieser Zeit war er außerdem Mitglied des Rektorats-Kollegiums der Hochschule. Seit 1961 war Rittel Mitglied der Studiengruppe für Systemforschung in Heidelberg, Initiator und „leading scientist“ bei zahlreichen Projekten, unter anderem für den Deutschen Bundestag und den Bundesrat und für die OECD. Im Zuge dessen beschäftigte sich Rittel unter anderem mit dem Fluss wissenschaftlicher und technischer Informationen in der EG und mit Informationssystemen für die Umweltplanung in der Bundesrepublik Deutschland.
Mit IBIS (Issue-Based Information System) legte Rittel Grundlagen für Hypertextstrukturen.
Von 1963 bis 1990 hatte er eine Professur für Science of Design an der University of California, Berkeley, College for Environmental Design, Department of Architecture and Department of City and Regional Planning inne. 1967 folgte zusätzlich eine Visiting Associate Professur for Architecture und Operations Research an der Washington University, St. Louis, Missouri.
Von 1973 bis 1990 war Rittel Direktor und Professor am Institut für Grundlagen der Planung an der Universität Stuttgart, Fakultät für Architektur und Stadtplanung.

## Wicked Problems
Gemeinsam mit Melvin Webber prägte Horst Rittel ab Mitte der 1960er Jahre den Begriff „Wicked Problems“. Der im deutschen bisweilen als „bösartige Probleme“ übersetzte Begriff zielt auf die große Bandbreite undefinierter Probleme, die sich beispielsweise in Planungs- oder Gestaltungsprozessen ergeben.